# Marcelo Mirisola
Marcelo Mirisola (São Paulo, 9 de maio de 1966) é um escritor brasileiro, autor de contos, romances, crônicas e dramaturgia.

## Biografia
Marcelo Mirisola é descendente de imigrantes italianos. Nascido na cidade de São Paulo, passou parte da infância em Santos, São Paulo, morou durante anos em Florianópolis, Santa Catarina, viajou pelo Brasil e retornou a São Paulo. Atualmente Marcelo Mirisola vive na cidade do Rio de Janeiro.
Sua obra literária é marcada pela mistura deliberada entre autobiografia e ficção. Mirisola também colaborou e colabora regularmente para revistas, jornais e websites brasileiros (Congresso em Foco e Revista Cult, entre outros). Bacharel em Direito, o autor optou por não exercer a profissão. Em 2020 Mirisola recebeu o Prêmio por Histórico de Realização em Literatura do ProAC LAB do Estado de São Paulo.

## Obras
- Fátima fez os pés para mostrar na choperia [contos]. Editora Estação Liberdade, 1998. Prefácio de Maria Rita Kehl.[7]
- O herói devolvido [contos]. Editora 34, 2000. Adaptado ao teatro por Mário Bortolotto.[8][9]
- O azul do filho morto [romance]. Editora 34, 2002.[10]
- Bangalô [romance]. Editora 34, 2003.[11]
- O banquete (as gostosas de Caco Galhardo revisitadas por Marcelo Mirisola) (com o cartunista Caco Galhardo). Editora Barracuda, 2003.
- Joana a contragosto [romance]. Record, 2005.[12][13][14]
- Notas da arrebentação. Editora 34, 2005. Posfácio de Ricardo Lísias.[15]
- O homem da quitinete de marfim [crônicas]. Record, 2007.
- Proibidão. Demônio Negro, 2008.[16]
- Animais em extinção [romance]. Record, 2008.[6]
- Memórias da Sauna Finlandesa [contos]. Editora 34, 2009.[17][18]
- Charque [romance]. Editora Barcarolla, 2011. Posfácio de Nilo Oliveira.[19][20][21][22]
- Teco, o garoto que não fazia aniversário (com Furio Lonza). Editora Barcarolla, 2013. Ilustrado por André Berger.[23][24]
- O Cristo empalado [crônicas]. Editora Oito e Meio, 2013. Prefácio de Aldir Blanc.[25]
- Paisagem em Campos do Jordão [peça teatral]. Em parceria com Nilo Oliveira. E-galáxia, 2013 (e-book).[26][27][28]
- Hosana na sarjeta [romance]. Editora 34, 2014.[29][30][31][32]
- Paisagem sem reboco. Editora Oito e Meio, 2015.[33][34][35][36]
- A vida não tem cura [romance]. Editora 34, 2016.[37][38][39]
- Como se me fumasse [romance]. Editora 34, 2017.[40][41][42][43][44][45]
- Quanto custa um elefante? [romance]. Editora 34, 2020.[46]
- A fé que perdi nos cães [contos/crônicas]. Editora Reformatório, 2021.
- Espeto corrido [romance]. Capa e ilustrações: Marcelo Herbst Ferreira (Ligeirinho). Editora Velhos Bárbaros, 2024.[47][48][49]

## Relançamentos
- O azul do filho morto. Livros Cotovia, 2016
- Bangalô. Livros Cotovia, 2016.

## Contos em coletâneas
- "Rio pantográfico", Geração 90: os transgressores: os melhores contistas brasileiros surgidos no final do século XX. Organização de Nelson de Oliveira. São Paulo: Boitempo Editorial, 2003, 247-259.
- "A primeira vez: ou (abre e segura com o dedo)", Putas: novo conto português e brasileiro. Vila Nova de Familicão: Quasi Edições, 2002, 169-174
- "A mulher de trinta e oito", "Tigelão de açaí", "Malamud", Geração 90: manuscritos de computador: os melhores contistas brasileiros surgidos no final do século XX. Organização de Nelson de Oliveira. São Paulo: Boitempo Editorial, 2001, 149-161.

## Textos avulsos
- "Brasil medonho". Revista Bula, 9 de janeiro de 2022 (acessado em 21 de janeiro de 2022). Textos adicionais publicados no website da Revista Bula podem ser acessados aqui.
- "O milagre dos homens", Helena: uma revista de ideias, artes e cultura, 18 de setembro de 2017 (acessado em 24 de dezembro de 2017).
- "Ali Smith erra a mão em livro panfletário", Folha de S.Paulo, 31 de dezembro de 2016.
- "Dor, doença e loucura: abram as asas sobre nós", Blog da Reformatório, 18/02/2014 (acessado em 24/12/2017).
- "Festinha na masmorra", Revista Sexy, nº 332, agosto de 2007, p. 86-87.
- "Marcelo Mirisola (o canastrão da bandalheira)". Publicado na coluna "O pior da espécie" do jornal PQP: Um jornal pra quem pode (Belém do Pará), nº 199, junho de 1996, p. 14.

## Em tradução
- Joana Against My Will [tradução de Joana a contragosto]. Translated by Fal Azevedo. KBR Digital Editora, 2013.
- "Some Spiffing Up To Be Happy" [tradução de "Basta um Verniz para Ser Feliz", em O herói devolvido, páginas 97- 101]. Translated by Eric Mehl and Gabriel Mordoch. The Knowledge Bank at The Ohio State University, September 2016 (acessado em 19 de dezembro de 2017).

## Entrevistas
- "Como ser um hater". Entrevista com Marcelo Rubens Paiva. Canal Futura, 11 de setembro de 2018 (acessado em 23 de setembro de 2018).
- "Vida real e ficção". Entrevista com Marcelo Rubens Paiva. Canal Futura, 11 de setembro de 2018 (acessado em 23 de setembro de 2018).
- "Uma barulheira danada a cada eu perdido pelo caminho". Por Evandro Affonso Ferreira. Revista Pessoa, 15 de dezembro de 2017 (acessado em 19/12/2017).
- "Mariana Oliveira com Marcelo Mirisola". Razão de Ser, RTP Play, RTP, 12 de agosto de 2017 (acessado em 24/12/2017).
- "Marcelo Mirisola Entre Vistas". Por Paula Perfeito. Entre Vistas, 21 de maio de 2017 (acessado em 24/12/2017).
- "Vencer o pudor". Por Ana Cristina Leonardo. Expresso, 15 de agosto de 2016 (acessado em 19 de dezembro de 2017).
- “O obsceno e o religioso são os dois divinos”. Por Isabel Lucas. Público, 18 de julho de 2016 (acessado em 19/12/2017).
- "Marcelo Mirisola: A arte de dizer não". Por Luís Ricardo Duarte. JL: Jornal de Letras, Artes e Ideias. Ano XXXVI, nº 1192, 8 a 21 de junho de 2016, 10-11.
- "O escritor é feito do vazio que carrega de si". Por Katia Borges. A Tarde, 23 de janeiro de 2016 (acessado em 23 de dezembro de 2017).
- "Noite Literária apresenta o escritor paulista Marcelo Mirisola". Por Carolina Monteiro. Correio de Uberlândia, 9 de outubro de 2015 (acessado em 24 de dezembro de 2017).
- "Marcelo Mirisola: entrevista". Por Jardel Dias Cavalcanti. Digestivo Cultural, 22 de setembro de 2015 (acessado em 1 de janeiro de 2018).
- “Faltam sangue, vingança, morte na literatura”. Por Ricardo Ballarine. Capítulo Dois, 22 de julio de 2015 (acessado em 24 de dezembro de 2017).
- "Marcelo Mirisola". Por Maurício Melo Júnior. Leituras-TV Senado, Fevereiro de 2015 (acessado em 23 de dezembro de 2017).
- "Entrevista com Marcelo Mirisola". Por Tadeu Sarmento. Mamíferos, 20 de outubro de 2014 (acessado em 24 de dezembro de 2017).
- "Confira entrevista do colunista Victor da Rosa com o escritor Marcelo Mirisola". Por Victor da Rosa. Diário Catarinense, 11 de novembro de 2013 (acessado em 23 de dezembro de 2017).
- "Matador de Passarinho - Rogerio Skylab entrevista Marcelo Mirisola". 31 de agosto de 2013 (acessado em 25 de dezembro de 2017).
- Os colunistas d'O BULE entrevistam Marcelo Mirisola", Por Rodrigo Novaes de Almeida e Geraldo Lima. O Bule, 7 de setembro de 2010 (acessado em 23 de dezembro de 2017).
- "Adoro confusão - Marcelo Mirisola". Por Jovino Machado. Cronópios, 16 de março de 2010 (acessado em 17 de dezembro de 2017).
- "Marcelo Mirisola", Teresa revista de literatura brasileira no. 10-11 (2010) (acessado em 17 de dezembro de 2017).
- "Eu sou um cara normal, que escreve". Por Renato Alessandro dos Santos. Fanzine Tertúlia, 1 de outubro de 2009 (acessado em 24 de dezembro de 2017).
- "Escritor Marcelo Mirisola critica livros biograficos de cunho jornalistico e fala sobre sua carreira". Por Manuela Meyer. Folha de S.Paulo, 13 de setembro de 2009 (acessado em 17 de dezembro de 2017).
- "Quando o lirismo é a única saída". Por Fabrício Carpinejar. Zero Hora, 25 de fevereiro de 2006, 6-7.
- "Os umbiguistas estão chegando". Por Ronaldo Bressane e Marcelino Freire. Revista Trópico, 19 de setembro de 2002 (acessado em 24 de dezembro de 2017).
- "Mirisola faz memórias "com mandiopã". Por Cassiano Elek Machado. Folha de S.Paulo, 9 de março de 2002 (acessado em 17 de janeiro de 2018).
- "20 Perguntas: Marcelo Mirisola: O escritor divertido e esquisitão sacaneia meio mundo". Por Ciro Pessoa. Revista Playboy, ano XXVI, nº 307, fevereiro de 2001, 132-134.
- "Mirisola busca tirar literatura da apatia". Por Marcelo Rubens Paiva. Folha de S.Paulo, 16 de novembro de 1998 (acessado em 20 de dezembro de 2017).
- "Marcelo Mirisola empalado". Por Ademir Luiz. Revista Bula (sem data) (acessado em 19 de dezembro de 2017).
- "Marcelo Mirisola fala ao Tertuliana". Tertuliana (sem data) (acessado em 23 de dezembro de 2017).